# Арикава, Риэ
Риэ Арикава (яп. 有川 梨絵 Арикава, Риэ, ромадзи: Arikawa  Rie; р. 16 января 1981 года) — японская фигуристка, выступавшая в танцах на льду с Кэндзи Миямото. Они дважды становились чемпионами Японии, но на международных соревнованиях выступали менее успешно: лучшим достижением стало 8 место на чемпионатах Четырёх континентов 2002 и 2003 годов. В 2003 спортсменка окончили любительскую карьеру. В настоящее время Арикава работает тренером.